# Heere Heeresma
Simon Heere Heeresma (ur. 9 marca 1932 w Amsterdamie, zm. 26 czerwca 2011 w Laren) – holenderski pisarz, poeta, autor scenariuszy filmowych i telewizyjnych.

## Życiorys
Zadebiutował tomem poezji Kinderkamer w 1954 r., lecz szczególną popularność zyskał w latach 60. i 70. w okresie rozkwitu kontrkulturowego ruchu provosów. Dobrze przyjęty został zwłaszcza jego tom opowiadań Zwaarmoedige verhalen voor bij de centrale verwarming, wydany w 1973 r. i sfilmowany w 1975 r.
W 1970 r. Heeresma wydał wraz z grupą autorów (Peter Andriesse, Hans Plomp i George Kool) Manifest lat siedemdziesiątych, w którym wzywali autorów do tworzenia tekstów, w większym stopniu nadających się do czytania. W późniejszym czasie, choć publikował dużo, przestał odgrywać istotną rolę w literaturze holenderskiej. Dopiero opublikowane w 2005 r. dwutomowe wspomnienia z dzieciństwa (Een jongen uit plan Zuid '38-'43 oraz Een jongen uit plan Zuid '43-'46) przyniosły mu ponowne uznanie i popularność.
Wraz z bratem (Faber Heeresma, 1939-1969) napisał używając pseudonimu Heeresma Inc. powieść sensacyjną Teneinde in Dublin (1969), przełożoną na język niemiecki i fiński.
Cztery książki pisarza zostały zekranizowane:
- Powieść Een dagje naar het strand (1962) została sfilmowana dwukrotnie: w 1969 przez Simona Heserę (według scenariusza Romana Polańskiego) oraz 1984 przez Theo van Gogha.
- Cztery z pięciu opowiadań, zawartych w tomie Zwaarmoedige verhalen voor bij de centrale verwarming zostały w 1975 r. sfilmowane we współpracy kilku reżyserów, z których każdy przygotował adaptację jednego opowiadania, Bas van de Lecq, Guido Pieters, Ernie Damen i Nouchka van Brakel.
- Powieść Geef die mok eens door, Jet! została w 1975 r. sfilmowana przez Fransa Weisza pt. Heb medelij, Jet! (według scenariusza Dimitri Frenkela Franka i Roba du Mée).
- Powieść Han de Wit gaat in ontwikkelingshulp została sfilmowana w 1990 r. przez Joosta Ranzijna pt. Han de Wit.

## Twórczość
- 1954 - Kinderkamer
- 1962 - Bevind van zaken
- 1962 - Een dagje naar het strand
- 1963 - De vis
- 1965 - Juweeltjes van waterverf
- 1967 - De verloedering van de Swieps
- 1968 - Geef die mok eens door, Jet!
- 1969 - Hip hip hip voor de Antikrist
- 1969 - Teneinde in Dublin
- 1972 - Han de Wit gaat in ontwikkelingshulp
- 1972 - Langs berg en dal klinkt hoorngeschal...
- 1973 - Hallo hallo... bent u daar, Plotsky? Heeresma's spy special
- 1973 - Zwaarmoedige verhalen voor bij de centrale verwarming
- 1975 - Mijmeringen naast m'n naaimachine
- 1977 - Enige portretten van een mopperkont
- 1978 - Hier mijn hand en dáár je wang
- 1978 - Hier mijn hand en dáár je wang: wat intieme correspondentie
- 1979 - Eens en nooit weer...
- 1982 - Beuk en degel
- 1982 - Een hete ijssalon
- 1983 - Femine
- 1984 - Gelukkige paren
- 1986 - Spreekt met Winter en 't komt in orde...
- 1986 - Waar het fruit valt, valt het nergens
- 1987 - Geschoren schaamte
- 1988 - Hallo mopperkont! Dag Bets...
- 1989 - Eén robuuste buste, één!...
- 1990 - Juichend langs de einder...
- 1991 - Zingend langs de deuren
- 1992 - Dronken deuren: uit een verzopen verleden
- 1992 - Beuken & eikels
- 1992 - Damesverband
- 1996 - Zacht gelag
- 1998 - Heeresma's Pompen of...
- 2000 - Vlieg vogel vlieg met me mee tralala
- 2005 - Een jongen uit plan Zuid '38-'43
- 2005 - Een jongen uit plan Zuid '43-'46
- 2006 - Kijk, een drenkeling komt voorbij